# Field Spaniel
Field Spaniel er en mellemstor hund af typen spaniel. Field Spaniel blev anerkendt som egen race i 1892. Field Spaniel blev oprindeligt avlet til at være udstillingshund i slutningen af det 19.- og tidlig 20. århundrede, og blev dermed upopulær at bruge som jagthund. I løbet af slutningen af det 20. århundrede startede der en ny avlingslinje som fokuserede på at forlænge benene, for at gøre hunden mere arbejdsdygtig. Racens hjemland er Storbritannien. Den betragtes som meget sjælden, og er anført som ”Vulnerable Native Breed” af den britiske kennelklub.